# Салашка
Салашка (укр. Салашка) — село в Бродовской городской общине Золочевского района Львовской области Украины.
Население по переписи 2001 года составляло 295 человек. Занимает площадь 1,726 км². Почтовый индекс — 80652. Телефонный код — 3266.